# Saint-Germain-en-Laye
Saint-Germain-en-Laye [sɛ̃ ʒɛʁmɛ̃ ɑ̃ lɛ] ist eine französische Stadt und Gemeinde mit 45.286 Einwohnern (Stand: 1. Januar 2022) im Département Yvelines in der Region Île-de-France. Sie ist Verwaltungssitz des Arrondissements Saint-Germain-en-Laye und Hauptort des Kantons Saint-Germain-en-Laye.
Die Gemeinde entstand mit Wirkung vom 1. Januar 2019 als Commune nouvelle durch Zusammenlegung der bis dahin selbstständigen Gemeinden Saint-Germain-en-Laye und Fourqueux, die seitdem den Status von Communes déléguées besitzen. Der Verwaltungssitz befindet sich im Ort Saint-Germain-en-Laye.

## Geografie
Saint-Germain-en-Laye liegt circa 20 Kilometer nordwestlich im Einzugsbereich (Aire urbaine) von Paris im Nordwesten des Départements.

### Nachbargemeinden
Umgeben wird Saint-Germain-en-Laye von den Nachbargemeinden:
|                       | Achères                                     | Maisons-Laffitte |
| Poissy Chambourcy     | Kompassrose, die auf Nachbargemeinden zeigt | Le Mesnil-le-Roi |
| Saint-Nom-la-Bretèche | L’Étang-la-Ville Mareil-Marly               | Le Pecq          |

Saint-Germain-en-Laye liegt im Einzugsgebiet der Seine. Der Ru de Buzot, ein Nebenflüsschen der Seine, durchquert das Gebiet der Gemeinde.

### Gliederung
| Commune déléguée                        | ehemaliger INSEE-Code | PLZ   | Fläche (km²) | Einwohnerzahl (2022) |
| --------------------------------------- | --------------------- | ----- | ------------ | -------------------- |
| Saint-Germain-en-Laye (Verwaltungssitz) | 78551                 | 78100 | 48,27        | 41.267               |
| Fourqueux                               | 78251                 | 78112 | 03,67        | .04.019              |

## Geschichte
Von 1952 bis 1966 war das Camp des Loges bei Saint-Germain-en-Laye Sitz des United States European Command. Seither wird die Kaserne von der französischen Armee genutzt.

## Sehenswürdigkeiten
Saint-Germain-en-Laye ist reich an Sehenswürdigkeiten, die den Status eines Monument historique besitzen.
Fourqeux birgt folgende Sehenswürdigkeiten:
- Kirche Sainte-Croix aus dem 12. Jahrhundert
- Villa Collin, als Monument historique klassifiziert
- Haus von Victor Hugo

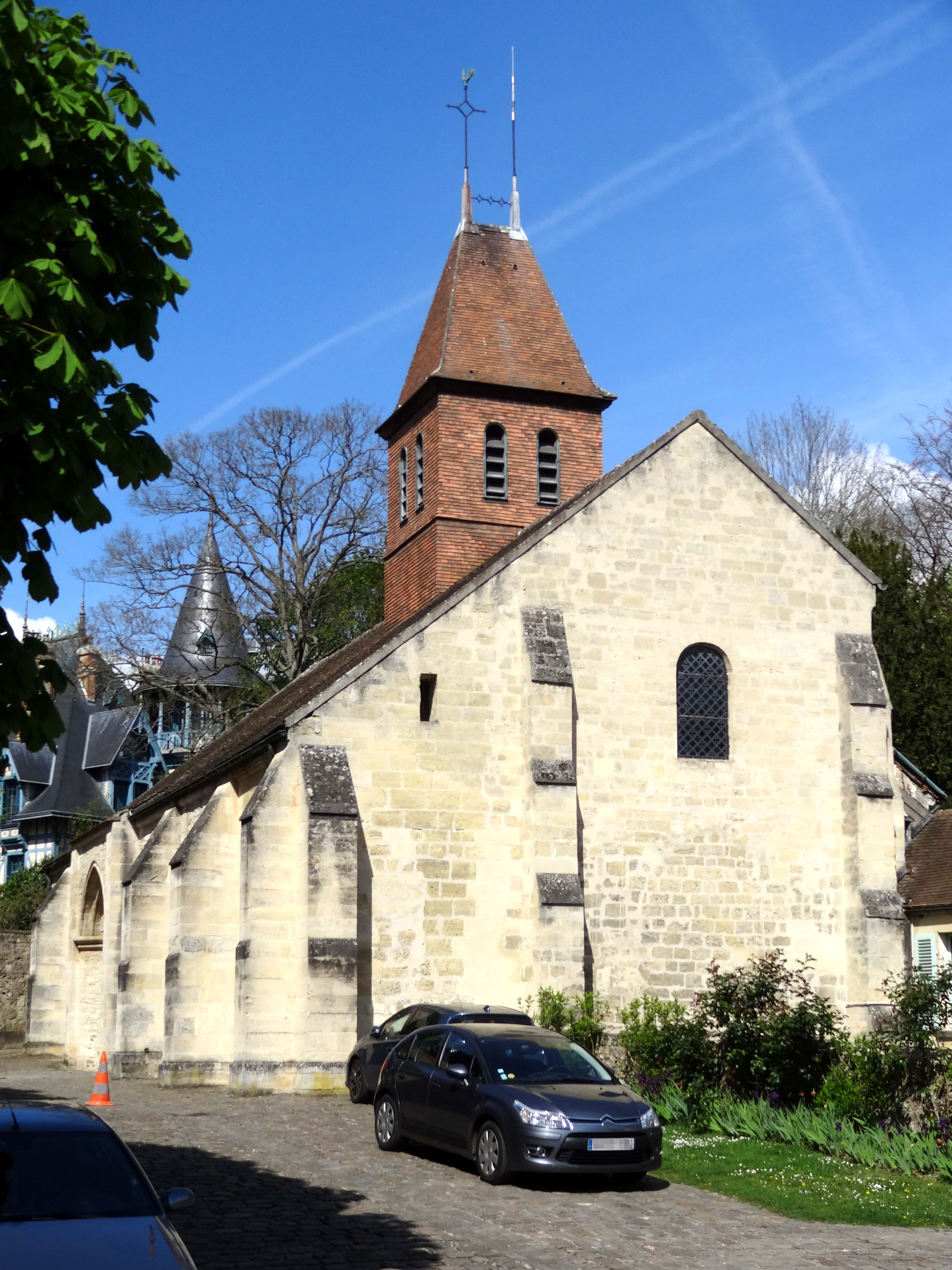
Kirche  von Fourqueux
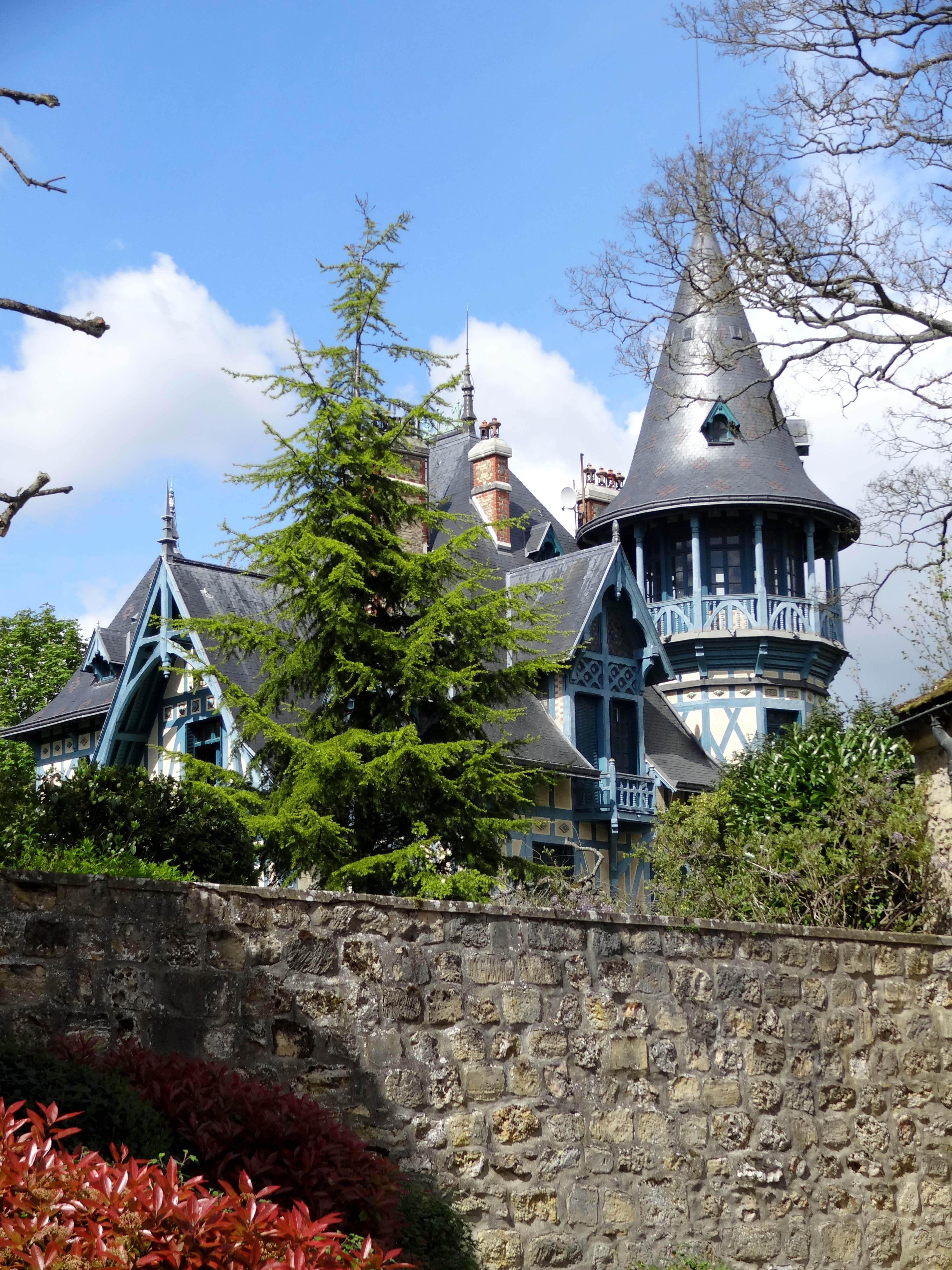
Villa Collin

## Städtepartnerschaften
Saint-Germain-en-Laye hat folgende Partnerstädte:
- Aschaffenburg (seit 1975)
- Ayr (seit 1984)
- Winchester (seit 1990)
- Konstancin-Jeziorna (seit 1992)
- Schwelm (über Fourqueux, seit 2007)[5]

## Wirtschaft und Infrastruktur
Saint-Germain-en-Laye hat den Beinamen, das „größte Freilufteinkaufszentrum westlich von Paris“ zu sein mit seinen mehr als 800 Geschäften, die sich zumeist im historischen Zentrum befinden.
Saint-Germain-en-Laye ist unter anderem der Hauptsitz von Ford France oder FMC Automobiles, von Pall France, der französischen Filialen der Bose Corporation und von Cargill. Die Kläranlage Seine-Aval des Syndicat interdépartemental pour l’assainissement de l’agglomération parisienne (SIAAP), des Abwasserzweckverbands des Großraums Paris, ist seit 1940 in Betrieb und bereitet pro Tag durchschnittlich 1,5 Millionen Kubikmeter Wasser auf.
Die Landwirtschaft spielt bei der Wirtschaft der Gemeinde nur eine sehr untergeordnete Rolle.

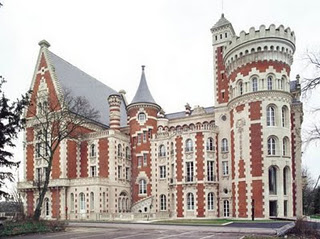
Lycée International

### Bildung
Die Gemeinde verfügt in der Commune déléguée Saint-Germain-en-Laye über:
- eine Privatschule,
- zehn Vorschulen,
- dreizehn Grundschulen,
- acht Collèges und
- elf Lycées.[10]

Die Gemeinde verfügt in der Commune déléguée Fourqueux über eine Vorschule und eine Grundschule.

### Verkehr

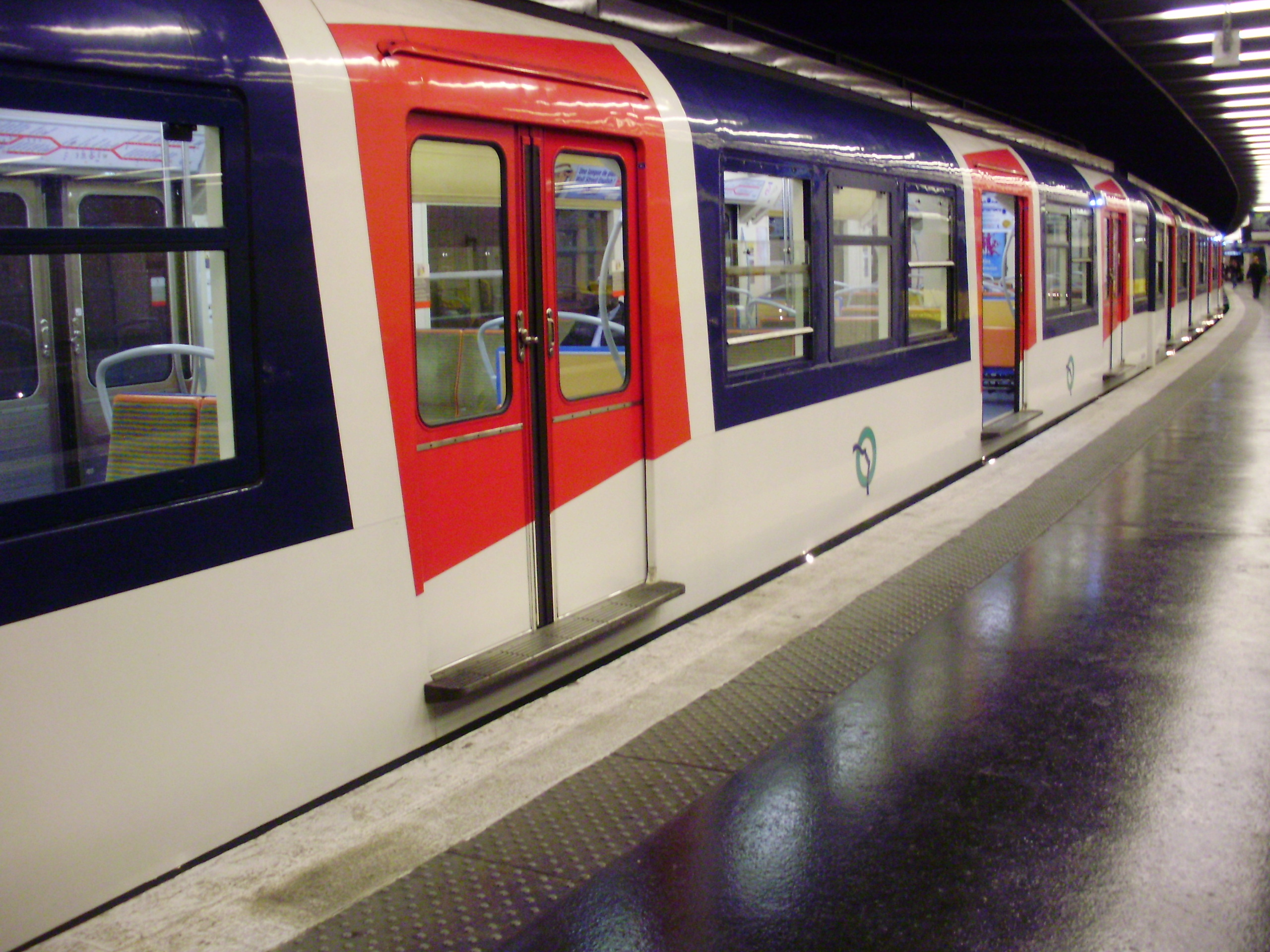
Zug des RER im Bahnhof von Saint-Germain-en-Laye

#### Öffentlicher Nahverkehr
Der größte Teil der Anbindung von Saint-Germain-en-Laye an Paris wird durch die Linie RER A des Réseau express régional d’Île-de-France getragen, der in Saint-Germain-en-Laye einen Endbahnhof besitzt. Der Haltepunkt Châtelet-Les Halles im Herzen von Paris ist in gut einer halben Stunde zu erreichen.
Über eine Linie der Grande ceinture Ouest mit Haltestellen in Saint-Germain-en-Laye und Fourqueux, die von der SNCF betrieben wird, erlangt der Fahrgast über Umsteigen den Bahnhof Saint-Lazare in Paris.
Die öffentliche Personenverkehr innerhalb der Gemeinde wird durch Linienbusse der Firma Transdev unter dem Namen Résalys betrieben.
Buslinien der Firma Transdev verbinden Saint-Germain-en-Laye und Fourqueux mit anderen Gemeinden des Départements wie beispielsweise Cergy, Conflans-Sainte-Honorine, Mantes-la-Jolie, Poissy oder Versailles.
Die Eisenbahnstrecke von Paris-Saint-Lazare nach Le Havre der SNCF durchquert das Gebiet der Gemeinde ohne Haltepunkt.

#### Straßenverkehr
Die Autoroute A 14 durchquert das Gebiet der Gemeinde größtenteils unterirdisch. Saint-Germain-en-Laye wird dabei über die Ausfahrt 6a bei Chambourcy angebunden.

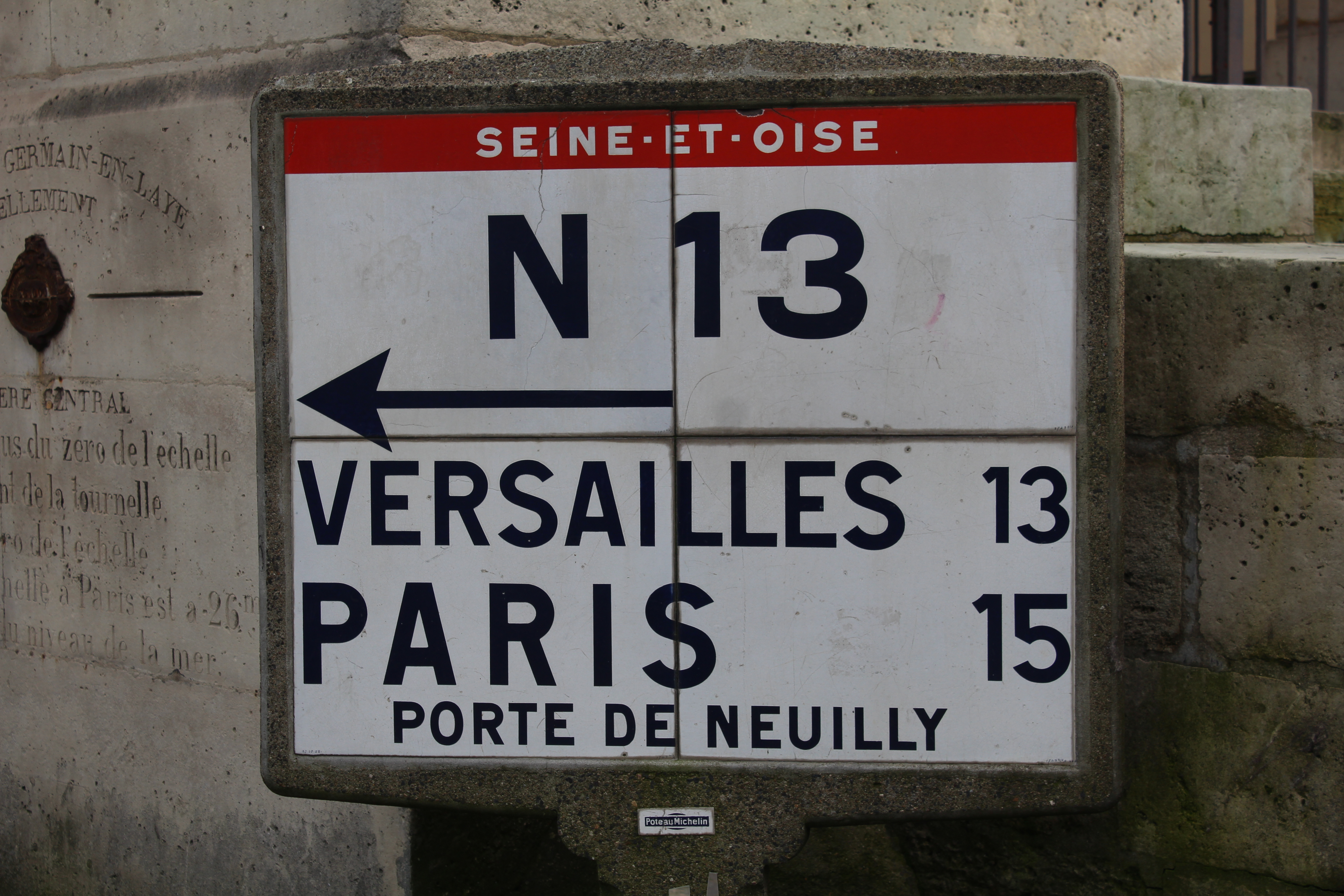
Verkehrsschild

Saint-Germain-en-Laye ist angebunden über zwei Nationalstraßen. Die Route nationale 13 durchquert das Gemeindegebiet von West nach Ost und führt im Westen nach Mantes-la-Jolie, im Osten bis nach Paris. Die Route nationale 184 hat hingegen eine Nord-Süd-Orientierung und verbindet die Gemeinde im Norden mit Cergy-Pontoise über Conflans-Sainte-Honorine.
Mehrere Routes départementales durchqueren Saint-Germain-en-Laye und Fourqueux und verbinden die Orte mit den Nachbargemeinden:
- Die RD 308 verbindet Poissy im Westen mit Maisons-Laffitte im Osten
- Die RD 157 verbindet die Gemeinde mit Maisons-Laffitte über Le Mesnil-le-Roi im Osten
- Die RD 190 durchquert das Zentrum von Saint-Germain-en-Laye und führt nach Poissy im Westen und Le Pecq im Südosten
- Die RD 98 zweigt von der Route nationale 13 in südlicher Richtung ab, durchquert Fourqueux und führt nach Les Clayes-sous-Bois über Saint-Nom-la-Bretèche.

## Söhne und Töchter der Stadt
- Heinrich II. (1519–1559), von 1547 bis 1559 König von Frankreich
- Charles de Valois-Angoulême, duc d’Orléans (1522–1545), Sohn des Königs Franz I.
- Karl IX. (1550–1574), König von Frankreich
- Margarete von Valois (1553–1615), Königin von Frankreich und Navarra
- Louis de Buade (1622–1698), Gouverneur
- Ludwig XIV. (1638–1715), König von Frankreich und Navarra
- Philippe I. de Bourbon, duc d’Orléans (1640–1701), Sohn Ludwig XIII.
- Louis de Bourbon, comte de Vermandois (1667–1683), unehelicher Sohn von König Ludwig XIV. und Admiral
- Marie-Thérèse von Frankreich (1667–1672), Tochter Ludwig XIV.
- Louisa Maria Theresa Stuart (1692–1712), Mitglied des Hauses Stuart
- James Fitz-James Stuart, 2. Duke of Berwick (1696–1738), jakobitischer und spanischer Adeliger aus dem Hause James-Fitz Stuart
- Alexis Duchâteau (1714–1792), Apotheker
- François Jean Baptiste Quesnel (1765–1819), General
- Louis-Michel Letort (1773–1815), Offizier der französischen Revolutionsarmee
- Auguste Hervieu (1794–1858 oder danach), Historien-, Porträt- und Genremaler sowie Illustrator
- François Achille Longet (1811–1871), Anatom und Physiologe
- Jean Albert Gaudry (1827–1908), Geologe und Paläontologe
- Salomon Reinach (1858–1932), Archäologe, Philologe, Kunsthistoriker und Religionswissenschaftler
- Robert Demachy (1859–1936), Bankier, Fotograf, Maler und Schriftsteller
- Théodore Reinach (1860–1928), Archäologe, Politiker, Numismatiker, Papyrologe und Althistoriker
- Claude Debussy (1862–1918), Komponist des Impressionismus
- Louis Langlois (1872–1938), Militär, Archäologe und Forschungsreisender
- Édouard Nanny (1872–1942), Kontrabassist, Komponist, Instrumentalpädagoge
- Jacques Bacot (1877–1965), Reisender und Tibetologe
- Albert Alain (1880–1971), Organist und Komponist
- Louise-Marguerite Claret de la Touche (1886–1915), Nonne und Mystikerin
- Charles Marion (1887–1944), Dressurreiter
- Jacques Février (1900–1979), Pianist
- Henri Prat (1902–1981), Biologe
- Jean Bidot (1905–1986), Radrennfahrer
- Charles Vincent Aubrun (1906–1993), Romanist und Hispanist
- Jehan Alain (1911–1940), Organist und Komponist
- Christian Fouchet (1911–1974), Politiker und Diplomat
- Olivier Alain (1918–1994), Organist, Pianist, Musikwissenschaftler und Komponist
- Marie-Claire Alain (1926–2013), Organistin
- Serge Lang (1927–2005), Mathematiker
- Maurice Couve de Murville (1929–2007), Erzbischof
- Jacques Fesch (1930–1957), Gewaltverbrecher
- Jean-Edern Hallier (1936–1997), Schriftsteller und Journalist
- Roland Surrugue (1938–1997), Radrennfahrer
- Pierre Douglas (* 1941), Komiker, Schauspieler und Sänger
- Raymond Cousse (1942–1991), Schriftsteller und Schauspieler
- Claude Martin (* 1944), Diplomat
- Alain Brillet (* 1947), Physiker
- Emmanuel Todd (* 1951), Anthropologe, Demograph und Historiker
- Karen Cheryl (* 1955), Sängerin, Schauspielerin, Hörfunk- und Fernsehmoderatorin
- Patrick Camus (* 1956), Autorennfahrer
- Lionel Péan (* 1956), Skipper, Seefahrtsexperte und Geschäftsmann
- Serge Lazarevitch (* 1957), Gitarrist und Komponist
- Étienne Néant (1960–2003), Radrennfahrer
- Albert Dupontel (* 1961), Komiker, Schauspieler und Regisseur
- Vincent Dumestre (* 1968), Lautenist und Dirigent
- Jean-Baptiste Andrea (* 1971), Schriftsteller und Filmemacher
- Brigitte Olive (* 1971), Fußballspielerin
- Nicolas Bay (* 1977), Politiker
- Jean-Christophe Bette (* 1977), Leichtgewichts-Ruderer
- Amélie Mauresmo (* 1979), Tennisspielerin
- Mélanie Thierry (* 1981), Schauspielerin und Model
- Julie Morel (1982), Fußballspielerin
- Adèle Van Reeth (* 1982), Fernsehmoderatorin, Radioproduzentin und Kolumnistin
- Ludivine Puy (1983), Motorrad-Rennfahrerin
- Audrey Labeau (* 1985), Wasserspringerin
- Saër Sène (* 1986), Fußballspieler
- Jordy (* 1988), Musiker und ehemaliger Kinderstar
- Marion Maréchal (* 1989), Politikerin
- Jonathan Eysseric (* 1990), Tennisspieler
- Frédéric Vieillot (* 1990), Fußballspieler
- Geoffrey Demont (* 1991), Squashspieler
- Caroline Garcia (* 1993), Tennisspielerin
- Stuart Dutamby (* 1994), Sprinter
- David Aubry (* 1996), Schwimmer
- Gabriel Aubry (* 1998), Autorennfahrer
- Matthieu Jalibert (* 1998), Rugby-Union-Spieler
- Étienne Daguinos (* 2000), Langstreckenläufer